# Таїз
Таїз (араб. تعز) — місто в Ємені, знаходиться приблизно в годині їзди від єменського порту Моха на Червоному морі. Місто розташоване на висоті приблизно 1400 метрів над рівнем моря, 615 467 жителів (2005 рік, оцінка). Адміністративний центр мухафази Таїз. Міжнародний аеропорт.
Рельєф міста Таїз відрізняється різкими перепадами висот. Над містом височить гора Сабір (висота 3006 метрів).

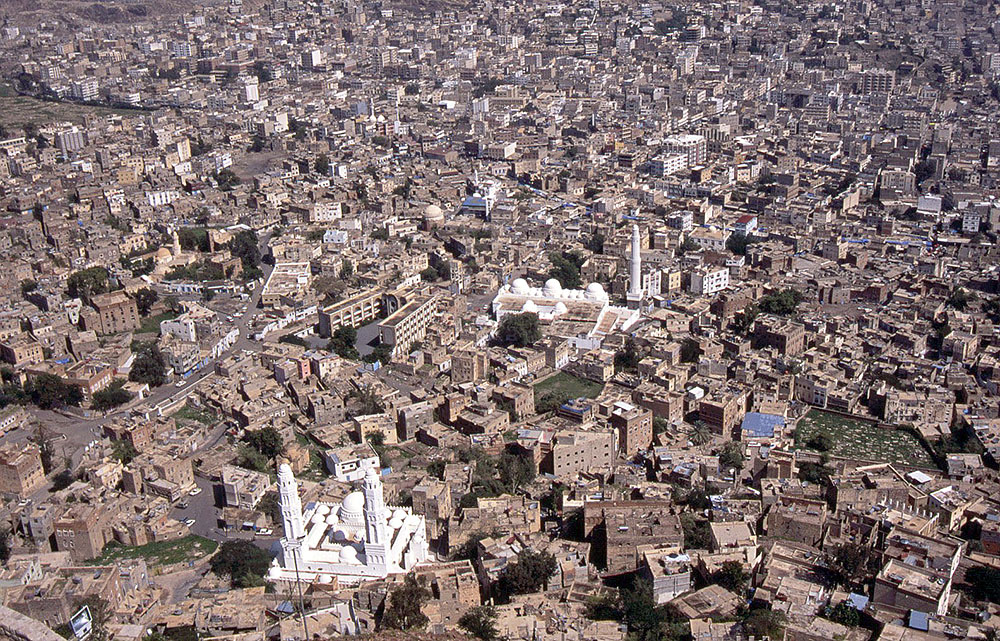
Вид на місто Таїз, включаючи мечеть Ашрафія.

## Клімат
| Клімат Таїз             | Клімат Таїз | Клімат Таїз | Клімат Таїз | Клімат Таїз | Клімат Таїз | Клімат Таїз | Клімат Таїз | Клімат Таїз | Клімат Таїз | Клімат Таїз | Клімат Таїз | Клімат Таїз | Клімат Таїз |
| Показник                | Січ.        | Лют.        | Бер.        | Квіт.       | Трав.       | Черв.       | Лип.        | Серп.       | Вер.        | Жовт.       | Лист.       | Груд.       | Рік         |
| Середній максимум, °C   | 25,9        | 27,2        | 29,6        | 30,2        | 32,2        | 32,3        | 31,9        | 31,2        | 31,4        | 30,0        | 27,6        | 25,3        | 29,6        |
| Середня температура, °C | 18,9        | 20,4        | 22,3        | 23,4        | 25,1        | 25,5        | 25,9        | 24,9        | 24,5        | 23,0        | 21,0        | 18,7        | 22,8        |
| Середній мінімум, °C    | 12,0        | 13,6        | 15,1        | 16,7        | 18,1        | 18,7        | 19,9        | 18,7        | 17,6        | 16,0        | 14,4        | 12,2        | 16,0        |
| ----------------------- | ----------- | ----------- | ----------- | ----------- | ----------- | ----------- | ----------- | ----------- | ----------- | ----------- | ----------- | ----------- | ----------- |
| Джерело:                |             |             |             |             |             |             |             |             |             |             |             |             |             |

## Архітектура

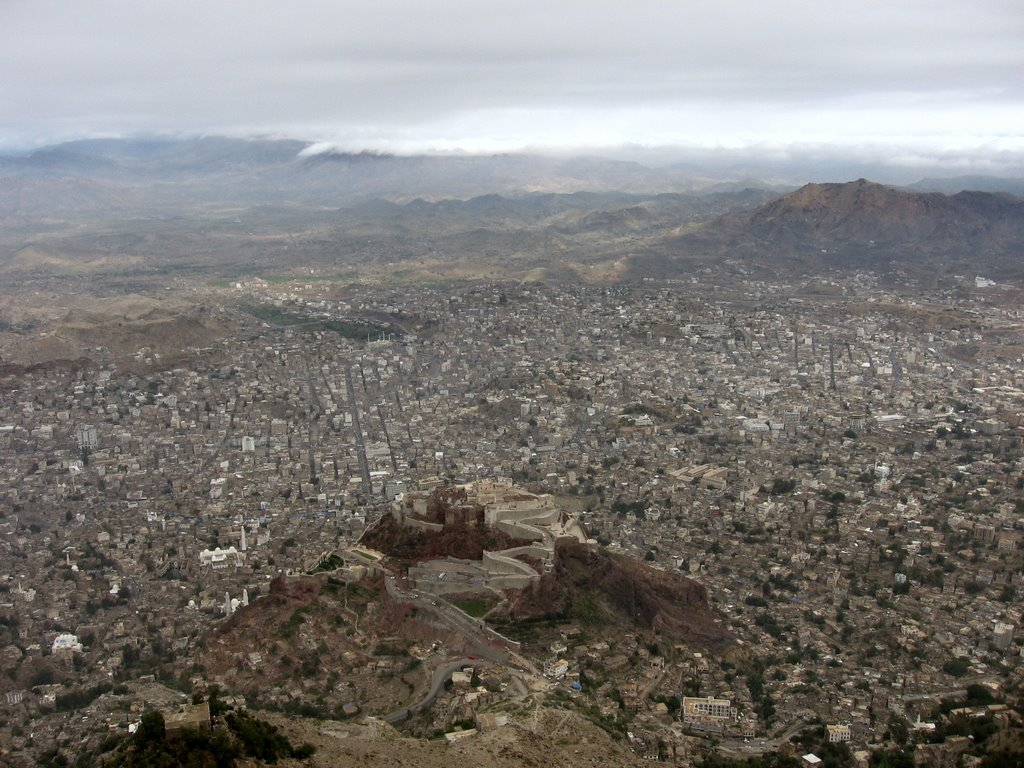
Таїз із висоти.

У місті багато гарних старих кварталів. Будинки звично побудовані з коричневої цегли, водночас мечеті - білі. Найвідоміші мечеті: Аль-Ашрафія, Аль-Муктабія і Аль-Мудафар. Також варто згадати стару цитадель Аль-Кагера і Палац губернатора, розташований на самій вершині гори, на висоті 450 метрів над центром міста.

## Економіка
Економіка Таїза, в основному, ґрунтується на каві, яку вирощують в околицях міста поряд зі слабкодіючим наркотиком катом і овочами. З промисловості та ремесел варто згадати бавовняне ткацтво, шкіряне виробництво та ювелірне виробництво. Таїз - найбільша в Ємені індустріяльна база, завдяки інвестиціям групи "Hayel Saeed".

## Освіта
У Таїзі знаходиться мусульманське медресе, яке має статус університету.

## Історія

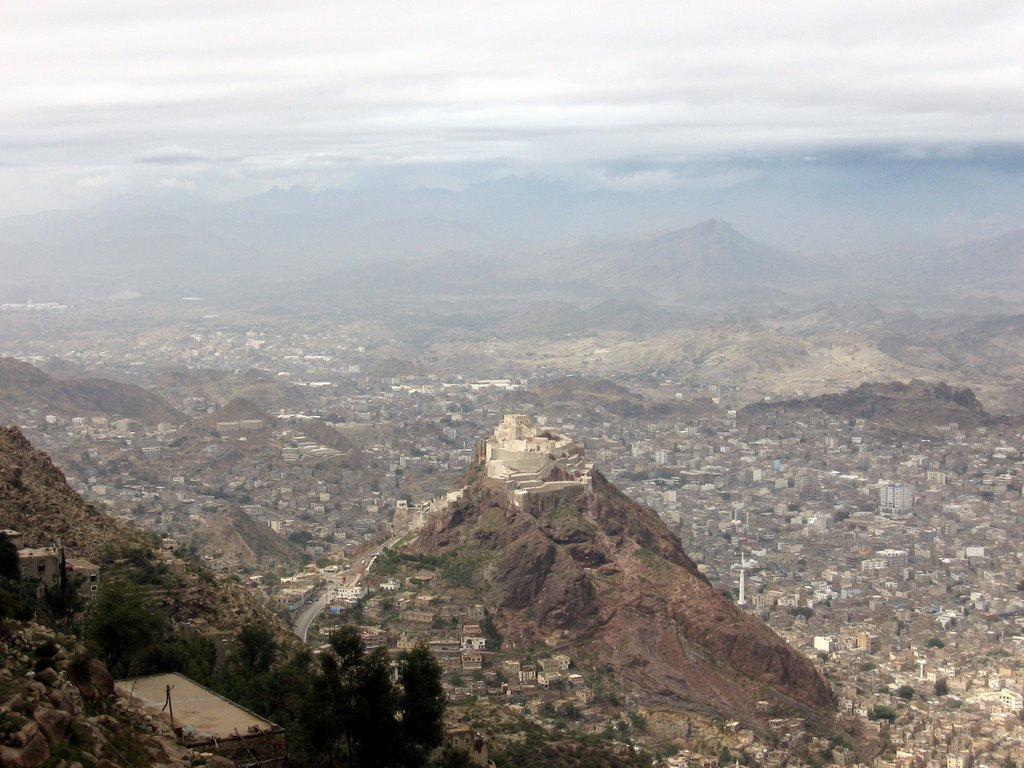
Фортеця Аль-Кагіра й панорама міста Таїз.

1173: перша згадка про Таїз, коли Туран-шах I ібн Айюб, брат Саладіна, приїжджає до Ємену. Зміцнення стін міста.
1175: Таїз стає столицею династії Айюбідів.
XIV століття: Ібн Батута відвідує Таїз й описує його як один з найбільших та найкрасивіших міст Ємену.
1288: Альмудафар, II правитель Расулідів призначає Таїз другою столицею династії, після Забіда.
1500: Столиця переноситься до Сани.
1516: Таїз потрапляє під владу Османської імперії.

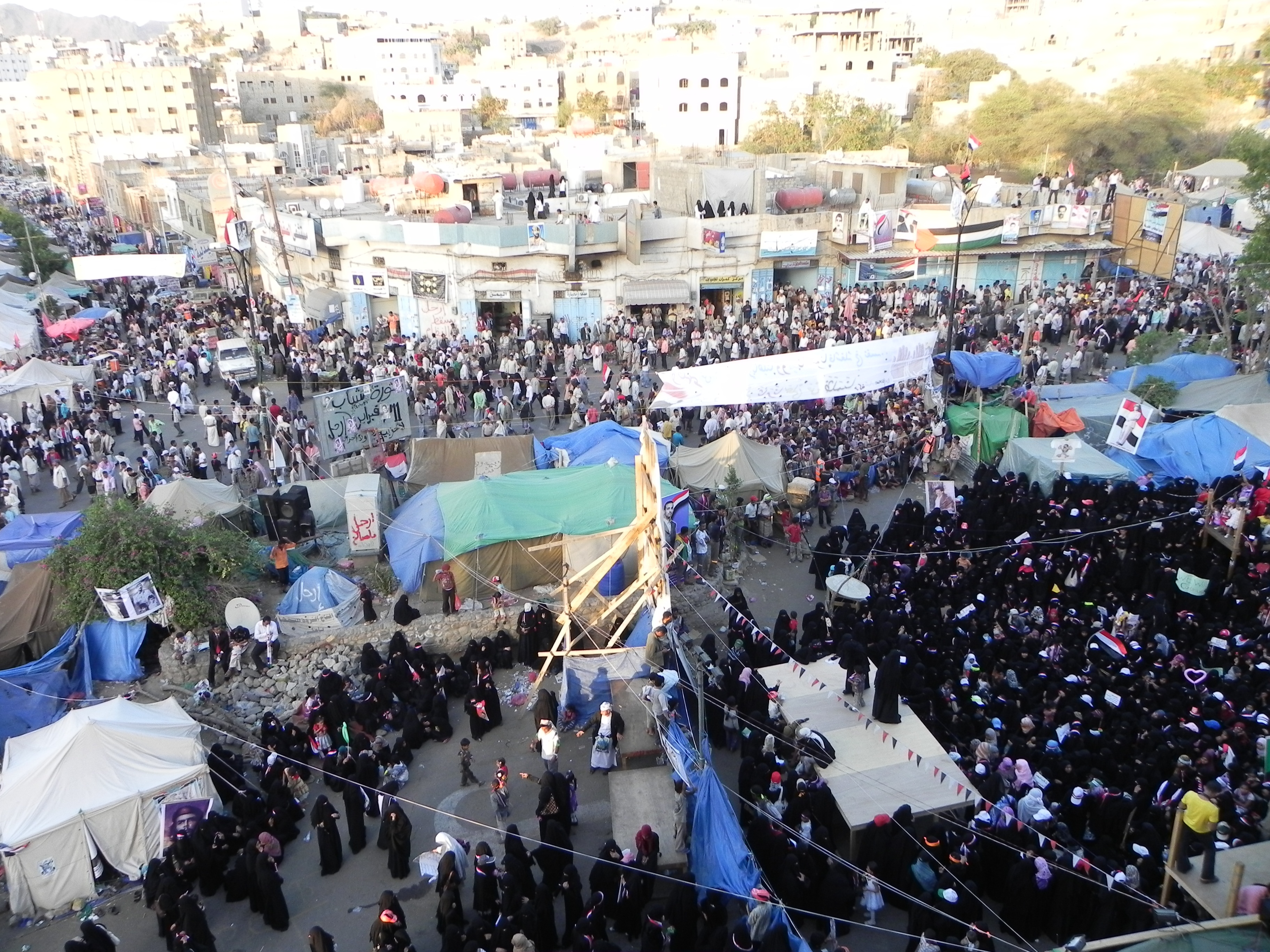
Протест на площі Аль-Гурея в Таїзі, 17 квітня 2011 року.

1918: Турки поступаються Таїзом на користь незалежного Єменського Мутавакілітського Королівства.
1948: Таїз стає столицею Ємену з резиденцією імама.
1962: Столиця знову переноситься до Сани.
1960-ті: У Таїзі відкриваються перші в Ємені водоочисні споруди.
2011: Під час протестів в Ємені в квітні 2011 року Таїз був центром опору владі в Ємені. У вересні та жовтні 2011 року Таїз був ареною боїв між урядовими військами і збройними племінними бійцями. 5 жовтня семеро людей загинули в бою від обстрілу з міномета.